# بول عنقا

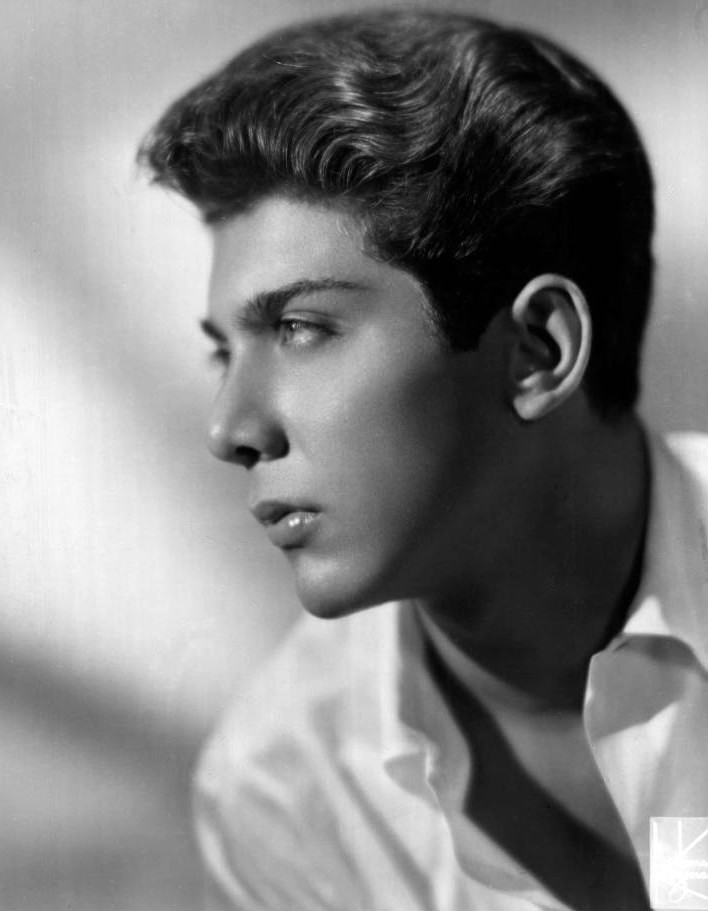
بول عنقا عام 1961

بول عنقا (بالإنكليزية Paul Anka ويلفظ بول أنكا) هو مغني وممثل كندي من أصل سوري من مواليد 1941. ولد في كندا من أب سوري وأم لبنانية يمتلكان مطعماً.
احتلت أغنيته «ديانا» قائمة أفضل الأغاني عام 1957 وتُعد حتى الآن من أشهر الأغاني المنفردة في التاريخ.
استمرت أغنية «ديانا» باحتلال المراتب الأولى كأفضل أغنية منفردة بالمبيعات إلى أن أطاحت بها أغنية لفرقة.

## الألبومات
- 1957: Diana
- 1958: You Are My Destiny
- 1958: Crazy Love
- 1959: Puppy Love
- 1959: Put Your Head on My Shoulder
- 1959: (All of a Sudden) My Heart Sings
- 1959: I Miss You So
- 1959: Lonely Boy
- 1959: It's Time to Cry
- 1961: Tonight My Love, Tonight
- 1963: Three Great Guys
- 1974: Anka
- 1975: Feelings
- 1976: The Painter
- 1977: The Music Man
- 1978: Listen to Your Heart
- 1979: Headlines
- 1981: Both Sides of Love
- 1983: Walk a Fine Line
- 1987: Freedom For The World
- 1989: Somebody Loves You
- 1989: 30th Anniversary Collection
- 1996: Amigos Duets in Spanish
- 2005: Rock Swings
- 2007: Classic Songs, My Way
- 2011: Songs of December
- 2013: Dianacally Yours
- 2013: Duets

## روابط خارجية
- بول عنقا على موقع IMDb (الإنجليزية)
- بول عنقا على موقع ميتاكريتيك (الإنجليزية)
- بول عنقا على موقع الموسوعة البريطانية (الإنجليزية)
- بول عنقا على موقع روتن توميتوز (الإنجليزية)
- بول عنقا على موقع مونزينجر (الألمانية)
- بول عنقا على موقع ألو سيني (الفرنسية)
- بول عنقا على موقع ميوزك برينز (الإنجليزية)
- بول عنقا على موقع أول موفي (الإنجليزية)
- بول عنقا على موقع قاعدة بيانات برودواي على الإنترنت (الإنجليزية)
- بول عنقا على موقع قاعدة بيانات الأفلام السويدية (السويدية)